# 치리허구

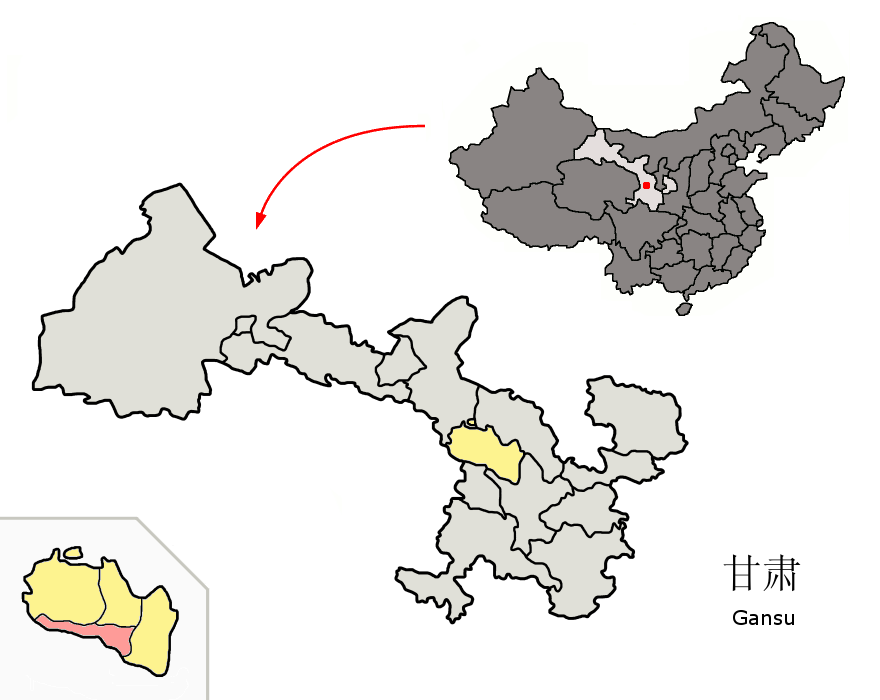
란저우 시구의 위치

치리허구(한국어: 칠리하구, 중국어: 七里河区, 병음: Qīlǐhé Qū)는 중화인민공화국 간쑤성 란저우 시의 현급 행정구역이다. 넓이는 397km2이고, 인구는 2007년 기준으로 470,000명이다.

## 행정 구역
9개 가도, 4개 진, 2개 향을 관할한다.
- 가도: 西园街道 , 西湖街道 , 建兰路街道 , 敦煌路街道 , 西站街道 , 晏家坪街道 , 龚家湾街道 , 土门墩街道 , 秀川街道
- 진: 阿干镇 , 八里镇 , 彭家坪镇 , 西果园镇政府
- 향: 魏岭乡 , 黄峪乡